# Saint-Parres-aux-Tertres
Saint-Parres-aux-Tertres est une commune française, située dans le département de l'Aube en région Grand Est.
Les habitants de Saint-Parres-aux-Tertres s'appellent des Patroclien(ne)s.

## Géographie

### Communes limitrophes
| Pont-Sainte-Marie       | Villechétif              |              |
| Troyes                  | Saint-Parres-aux-Tertres | Thennelières |
| Saint-Julien-les-Villas | Rouilly-Saint-Loup       | Ruvigny      |

### Hameaux
Le cadastre de 1838 cite au territoire Arzilet, Bire-Saint-Loup, Baire-Saint-Parres, Belle-Croix, Foissy, Formeaux, Jérusalem, Justice, Maison-des-Prés, Mont-des-Idoles, les moulins Aumont et à-Vent, Panais, les ponts Foissy et aux-Cochons, Saint-Loup, Tuileries et Vieilles-vignes.

### Hydrographie
La commune est dans la région hydrographique « la Seine de sa source au confluent de l'Oise (exclu) » au sein du bassin Seine-Normandie. Elle est drainée par la Barse, le Melda, la Rance, le Rigoulot, un bras de la Barse, le canal 01 du Champ Brûlé, le canal 01 du Marais, le cours d'eau 01 des Anglées, la Fontaine, la Vieille Seine et divers autres petits cours d'eau,.
La Barse, d'une longueur de 50 km, prend sa source dans la commune de Puits-et-Nuisement et se jette  dans la Seine à La Chapelle-Saint-Luc, après avoir traversé 17 communes. 
Le Melda, d'une longueur de 12 km, prend sa source dans la commune de Laubressel et se jette  dans la Barse à Pont-Sainte-Marie, après avoir traversé sept communes. 

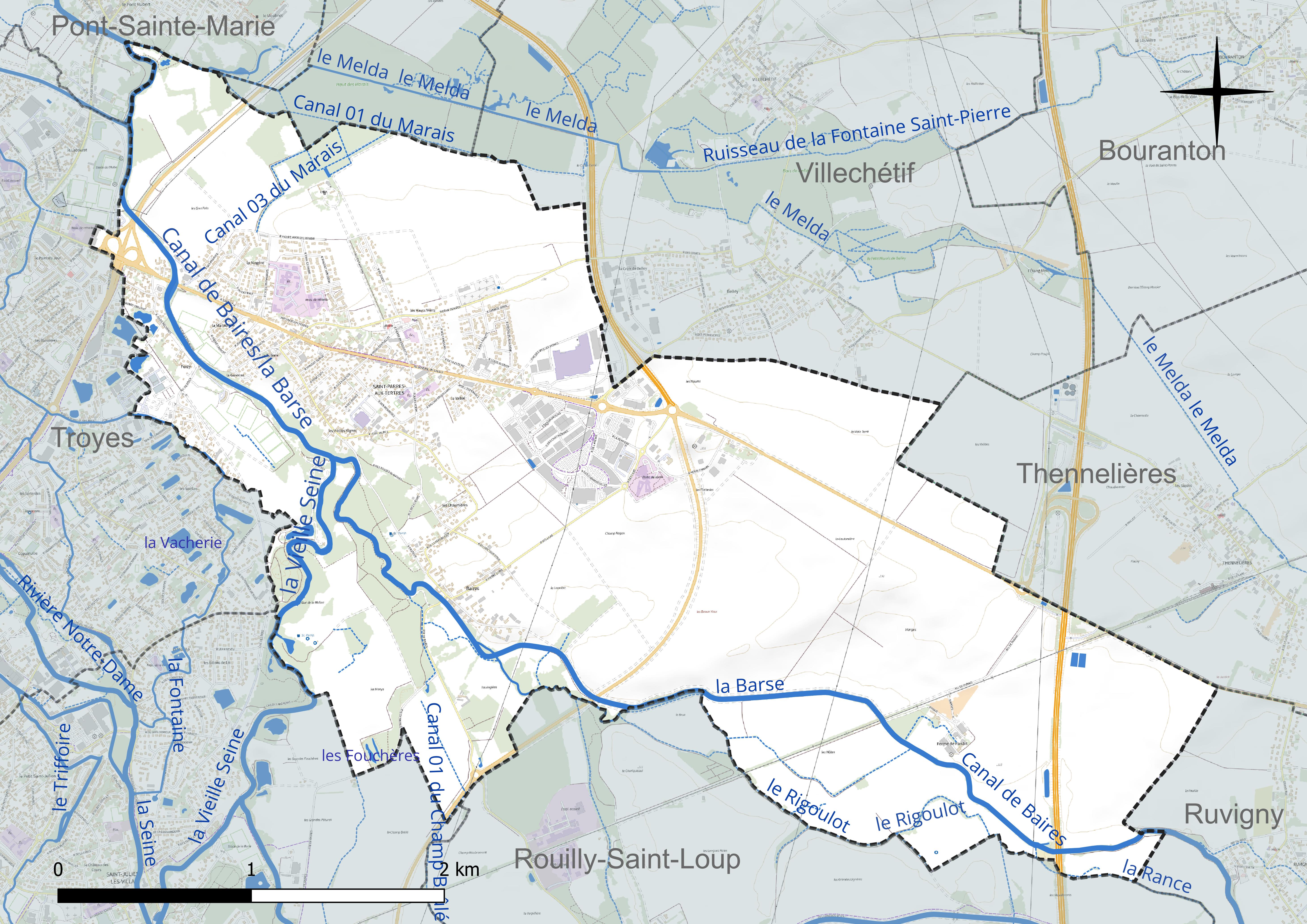
Réseau hydrographique de Saint-Parres-aux-Tertres.

Un plan d'eau complète le réseau hydrographique : les Fouchères (0,3 ha),.

### Climat
Pour des articles plus généraux, voir Climat du Grand Est et Climat de l'Aube.
En 2010, le climat de la commune est de type climat océanique dégradé des plaines du Centre et du Nord, selon une étude du Centre national de la recherche scientifique s'appuyant sur une série de données couvrant la période 1971-2000. En 2020, Météo-France publie une typologie des climats de la France métropolitaine dans laquelle la commune est exposée à un climat océanique altéré et est dans une zone de transition entre les régions climatiques « Nord-est du bassin Parisien » et « Lorraine, plateau de Langres, Morvan ». 
Pour la période 1971-2000, la température annuelle moyenne est de 10,5 °C, avec une amplitude thermique annuelle de 15,8 °C. Le cumul annuel moyen de précipitations est de 710 mm, avec 11,9 jours de précipitations en janvier et 7,7 jours en juillet. Pour la période 1991-2020, la température moyenne annuelle observée sur la station météorologique de Météo-France la plus proche, « Troyes-Barberey », sur la commune de Barberey-Saint-Sulpice à 8 km à vol d'oiseau, est de 11,3 °C et le cumul annuel moyen de précipitations est de 644,6 mm. 
La température maximale relevée sur cette station est de 41,8 °C, atteinte le 25 juillet 2019 ; la température minimale est de −23 °C, atteinte le 17 janvier 1985,,. 
Les paramètres climatiques de la commune ont été estimés pour le milieu du siècle (2041-2070) selon différents scénarios d'émission de gaz à effet de serre à partir des nouvelles projections climatiques de référence DRIAS-2020. Ils sont consultables sur un site dédié publié par Météo-France en novembre 2022.

## Urbanisme

### Typologie
Au 1er janvier 2024, Saint-Parres-aux-Tertres est catégorisée ceinture urbaine, selon la nouvelle grille communale de densité à 7 niveaux définie par l'Insee en 2022.
Elle appartient à l'unité urbaine de Troyes, une agglomération intra-départementale dont elle est une commune de la banlieue,. Par ailleurs la commune fait partie de l'aire d'attraction de Troyes, dont elle est une commune de la couronne,. Cette aire, qui regroupe 209 communes, est catégorisée dans les aires de 200 000 à moins de 700 000 habitants,.

### Occupation des sols
L'occupation des sols de la commune, telle qu'elle ressort de la base de données européenne d’occupation biophysique des sols Corine Land Cover (CLC), est marquée par l'importance des territoires agricoles (68,8 % en 2018), en diminution par rapport à 1990 (73,6 %). La répartition détaillée en 2018 est la suivante : 
terres arables (61,2 %), zones urbanisées (15,1 %), forêts (9,7 %), zones industrielles ou commerciales et réseaux de communication (6,5 %), zones agricoles hétérogènes (4,6 %), prairies (3 %). L'évolution de l’occupation des sols de la commune et de ses infrastructures peut être observée sur les différentes représentations cartographiques du territoire : la carte de Cassini (XVIIIe siècle), la carte d'état-major (1820-1866) et les cartes ou photos aériennes de l'IGN pour la période actuelle (1950 à aujourd'hui).

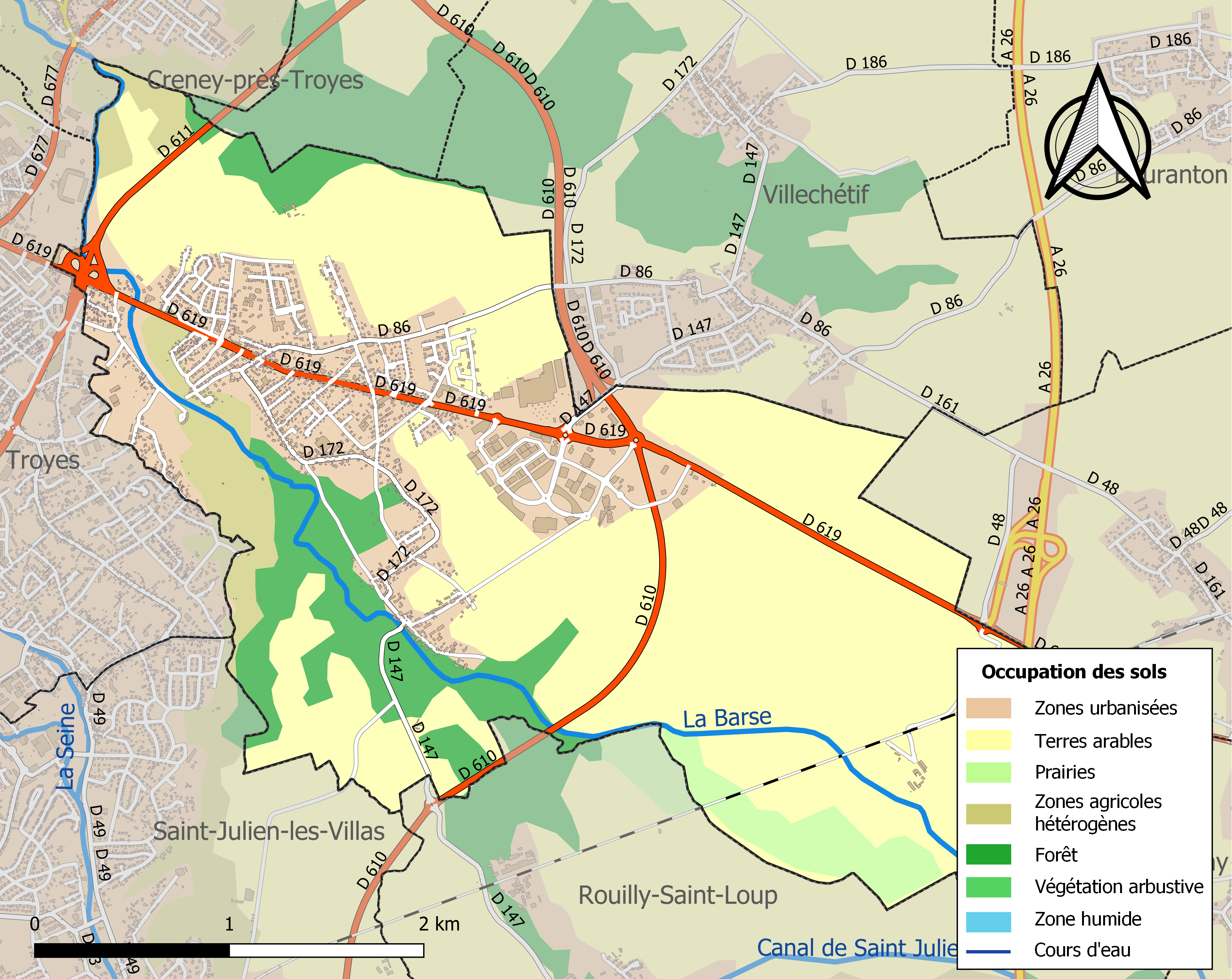
Carte des infrastructures et de l'occupation des sols de la commune en 2018 (CLC).

## Étymologie du lieu
Saint Patrocle (Patroclus en latin), ce qui donne en vieux-français saint Parres, donne son nom à la paroisse, comme pour Saint-Parres-lès-Vaudes.
« Aux Tertres » proviendrait du fait que la butte de Saint-Parres-aux-Tertres (où il existe une église sur des vestiges gallo-romains) aurait été un lieu d'exécution. Il se pourrait que l'appellation vienne tout simplement des tertres présents sur le site (buttes de terres ou des vestiges de tombes gauloises).
Saint Parres a été décapité ici pendant les persécutions de Valérien. Selon la légende populaire, il se serait relevé et aurait porté sa tête pour prendre la parole ce qui en faisait un saint céphalophore.

## Histoire
Saint-Parres est située à deux kilomètres de Troyes, sur le haut de la colline appelée Mont-des-Idoles, où saint Parres, noble citoyen de Troyes, souffrit le martyre, en l'an 275. C'est dans la place où il fut enterré que l'archiprêtre Eusèbe, lorsque la persécution eut cessé, fit bâtir une chapelle, devenue plus tard, une paroisse, sous le patronage de saint Patrocle. L'église actuelle fut construite vers les premières années du XVIe siècle.
Le pouvoir comtal puis royal avait une mairie au village ; le premier seigneur connu était Ithier de Flacy en 1172 et semblait le tenir autrefois du fief de Chappes.
En 1787, le village formait, avec Baire-saint-Loup, une communauté qui était de l'intendance et de la généralité de Châlons, de l'élection et du bailliage de Troyes, puis à cette date, la communauté de Baire-saint-Parre lui fut rattaché.
Les 24 février, 3 mars et 4 mars 1814, une bataille opposa les troupes napoléoniennes des maréchaux Mac Donald et Oudinot aux troupes autrichiennes du général Schwarzenberg.

### Château

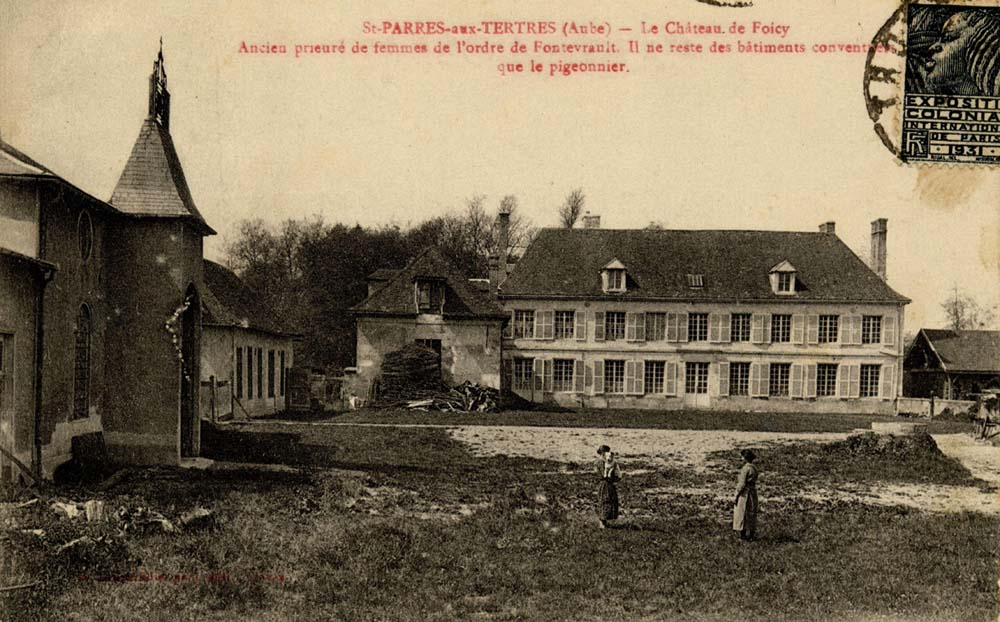
Le château, siège du prieuré de Foissy.

Cité en 1716, il était fermé de murs avec huit arpent de vergers. Une allée menait directement du logis à l'église du prieuré. Il avait deux grands bâtiments d'habitation, une tour de dix mètres de diamètre, un colombier, des écuries, une grange et des étables.

### Foissy
Le Prieuré de femmes aussi appelé Foicy et en latin Fusciacus, fut fondé par Thibaut II de Champagne avant 1134. Maison bénédictine, elle était pour hommes et femmes, passait aux augustins en 1145 et dépendait de Fontevrault mais la réforme ne s'appliqua qu'après 1484 et les hommes finirent par s'en aller. En 1776, l'ancienne église et un bâtiment d'habitation furent démolis. Le nombre de professes variait de 46 en 1535 à 50 en 1697 et 20 en 1762. Les revenus du prieuré étaient de 11 000 livres en 1761.

### Panais
L'Ancien hameau cité en 1157, Pannayum, donation de Henri le Libéral au chapitre Saint-Etienne de Troyes. Il dépendait de la Mairie royale de Chaillouet et le Conducteur français cite trois fermes en 1778 et Les Postes 16 habitants en 1905.

### Baire

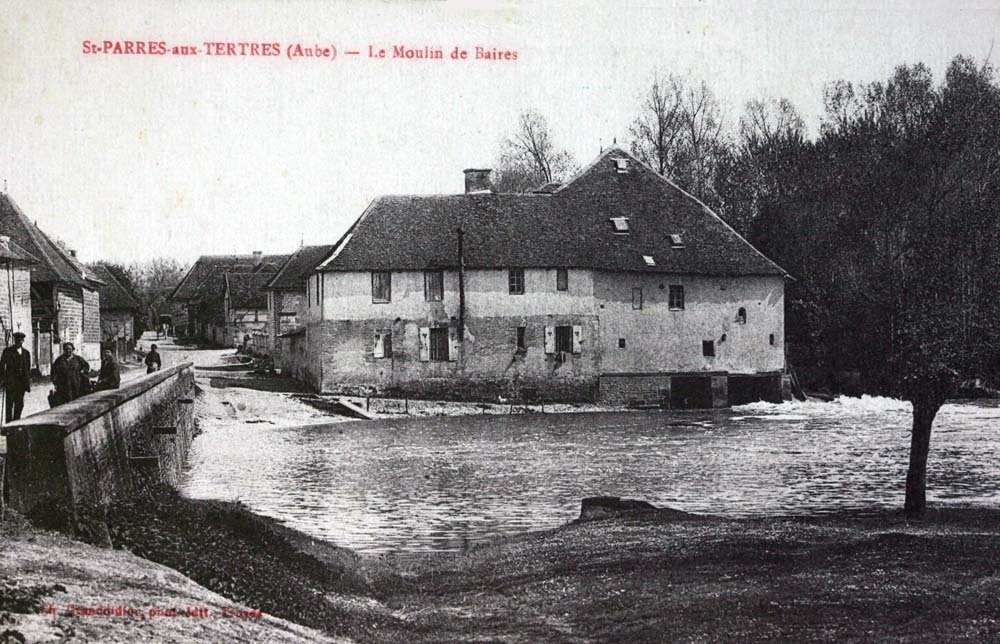
Moulin de Baire.

Les deux Baires ont dû être une unique communauté, ils sont de plus contigus et parfois confondus.
- - Saint-Loup : le comte Thibault alors comte de Troyes faisait l'abandon de toutes les coutumes qu'il avait à Baire à l'abbaye Saint-Loup de Troyes en 1070. Henri le Libéral continua les dons en 1159 puis en 1168 ; les moines avaient aussi le moulin.
- - Saint-Parre : le hameau relevait en 1553 de la Mairie royale de Chaillouet. C'était un fief qui relevait de Chappes. En 1172, Itier de Flacy avait Saint-Parre et l'eau à Baire, seigneurs qui peuvent être suivi jusqu'en 1777 avec François Janson, capitaine et seigneur de Saint-Parre.

## Politique et administration
De 1790 à l'an IX la communauté était incluse dans le canton de Thennelières.

### Liste des maires
| Période                                  | Période           | Identité        | Étiquette | Qualité |
| ---------------------------------------- | ----------------- | --------------- | --------- | --- |
| mai 1935                                 | mai 1941          | Jules Nermerick | PCF       | Coopérateur |
| Les données manquantes sont à compléter. |                   |                 |           | |
| 1944                                     | juillet 1951      | Jules Nermerick | PCF       | Coopérateur |
| Les données manquantes sont à compléter. |                   |                 |           | |
| mars 1965                                | mars 1992 (décès) | André Gravelle  | PS        | Journaliste Député de la 1re circonscription de l'Aube (1973 → 1978) Conseiller général du canton de Troyes-1 (1973 → 1992) |
| mai 1992                                 | 2020              | Colette Rota    | DVD       | Retraitée Vice-présidente de Troyes Champagne Métropole                                                                     |
| mai 2020                                 | En cours          | Jack Hirtzig    | SE        | Enseignant |
| Les données manquantes sont à compléter. |                   |                 |           | |

## Démographie

### Évolution démographique
L'évolution du nombre d'habitants est connue à travers les recensements de la population effectués dans la commune depuis 1793. Pour les communes de moins de 10 000 habitants, une enquête de recensement portant sur toute la population est réalisée tous les cinq ans, les populations de référence des années intermédiaires étant quant à elles estimées par interpolation ou extrapolation. Pour la commune, le premier recensement exhaustif entrant dans le cadre du nouveau dispositif a été réalisé en 2008.

En 2022, la commune comptait 3 214 habitants, en évolution de +3,15 % par rapport à 2016 (Aube : +0,7 %, France hors Mayotte : +2,11 %).
| 1793 | 1800 | 1806 | 1821 | 1831 | 1836 | 1841 | 1846 | 1851 |
| ---- | ---- | ---- | ---- | ---- | ---- | ---- | ---- | ---- |
| 488  | 482  | 516  | 376  | 584  | 604  | 647  | 673  | 678  |

| 1856 | 1861 | 1866 | 1872 | 1876 | 1881 | 1886 | 1891 | 1896 |
| ---- | ---- | ---- | ---- | ---- | ---- | ---- | ---- | ---- |
| 670  | 693  | 655  | 643  | 594  | 620  | 594  | 580  | 619  |

| 1901 | 1906 | 1911 | 1921 | 1926 | 1931  | 1936  | 1946  | 1954  |
| ---- | ---- | ---- | ---- | ---- | ----- | ----- | ----- | ----- |
| 576  | 584  | 581  | 599  | 813  | 1 166 | 1 329 | 1 292 | 1 489 |

| 1962  | 1968  | 1975  | 1982  | 1990  | 1999  | 2006  | 2008  | 2013  |
| ----- | ----- | ----- | ----- | ----- | ----- | ----- | ----- | ----- |
| 1 635 | 1 808 | 2 088 | 2 402 | 2 411 | 2 615 | 2 797 | 2 854 | 3 068 |

| 2018  | 2022  | - | - | - | - | - | - | - |
| ----- | ----- | - | - | - | - | - | - | - |
| 3 136 | 3 214 | - | - | - | - | - | - | - |

### Pyramide des âges
En 2018, le taux de personnes d'un âge inférieur à 30 ans s'élève à 31,3 %, soit en dessous de la moyenne départementale (35,2 %). À l'inverse, le taux de personnes d'âge supérieur à 60 ans est de 33,1 % la même année, alors qu'il est de 27,7 % au niveau départemental.
En 2018, la commune comptait 1 512 hommes pour 1 624 femmes, soit un taux de 51,79 % de femmes, légèrement supérieur au taux départemental (51,41 %).
Les pyramides des âges de la commune et du département s'établissent comme suit.
| Hommes | Classe d’âge | Femmes |
| ------ | ------------ | ------ |
| 1,5    | 90 ou +      | 3,1    |
| 10,1   | 75-89 ans    | 14,1   |
| 17,7   | 60-74 ans    | 19,4   |
| 20,5   | 45-59 ans    | 19,8   |
| 15,2   | 30-44 ans    | 15,6   |
| 13,8   | 15-29 ans    | 12,1   |
| 21,2   | 0-14 ans     | 15,8   |

| Hommes | Classe d’âge | Femmes |
| ------ | ------------ | ------ |
| 0,8    | 90 ou +      | 2,1    |
| 7,4    | 75-89 ans    | 10,2   |
| 17,4   | 60-74 ans    | 18,4   |
| 19,4   | 45-59 ans    | 19     |
| 17,8   | 30-44 ans    | 17,3   |
| 18,3   | 15-29 ans    | 15,9   |
| 19     | 0-14 ans     | 17,1   |

## Lieux et monuments
- Église Saint-Parres de Saint Parres aux Tertres, classée au titre des monuments historiques en 1942[30].
- Chapelle Notre-Dame-de-Pitié de la communauté des Sœurs Oblates de Saint-François-de-Sales de la Tuilerie.

## Personnalités liées à la commune
- Michel Taittinger, sous-lieutenant et fils de Pierre Taittinger,
- Charles Cuisin, peintre dont un tableau est au Musée du Louvre face à la Joconde de Leonard de Vinci, a intitulé un de ses tableaux "Soleil couchant à Saint-Parres-aux-Tertres". Ce tableau est visible au Musée de Troyes.
- Jacques Diebold, ancien footballeur et entraîneur professionnel.
- Denis Bolori, se serait tué en 1536, tombant dans un champ de la commune alors qu'il effectuait un vol avec un engin de sa conception depuis la tour de la cathédrale de Troyes.

## Héraldique
| Blason de Saint-Parres-aux-Tertres | Blason  | Parti : au 1er d’azur à la bande d’argent côtoyée de deux doubles cotices potencées et contre-potencées d’or, au chef d’azur chargé de trois fleurs de lis d’or, au 2e de gueules au saint à mi-corps d’or tenant un livre du même chargé d’une croisette latine de gueules, au chef de sinople chargé de deux épis de blé d’or passés en sautoir. |
| Blason de Saint-Parres-aux-Tertres | Détails | Le statut officiel du blason reste à déterminer. |